# Phyllotreta fallaciosa
Phyllotreta fallaciosa es una especie de insecto coleóptero de la familia Chrysomelidae. Fue descrita científicamente en 1941 por Heikertinger.